# DBDesigner4
DBDesigner 4 – program do projektowania i modelowania relacyjnych baz danych.